# Lucky (film 2011)
Lucky è un film del 2011 diretto da Gil Cates Jr..